# Прово
Прово (от френски на английски: Provo, звуков файл и буквени символи за произношение ) е град в щата Юта, САЩ. Прово е с население от 105 166 жители (2000) и обща площ от 108,20 км² (41,80 мили²). Прово се намира на около 80 км (50 мили) южно от Солт Лейк Сити. Прово се е казвал първоначално Форт Юта, когато е бил създаден през 1849 г. от 33 мормонски семейства от Солт Лейк Сити, но през 1850 г. е преименуван на Прово на Етиен Прово, френски-канадски трапер, който дошъл в района през 1825 г.
В града се намира Университетът „Бригам Йънг“.

## Известни личности
Починали в Прово
- Гари Коулман (1968 – 2010), актьор